# Боевой карандаш
«Боево́й каранда́ш» — советское творческое объединение ленинградских художников, выпускавших агитационные плакаты и сборники сатирических рисунков. Первый выпуск появился в конце 1939 года и был прекращён на год после окончания советско-финляндской войны. Выпуск плакатов был возобновлён с началом Великой Отечественной войны. В этот период материалы группы получили общесоюзную известность. С 1946 по 1956 год группа не выпускала продукции. После возобновления деятельности, она проработала несколько десятилетий, пока в 1990 году не прекратила существование. 

## История
Первый плакат группы появился в конце декабря 1939 года, и был связан с событиями советско-финляндской войны. В Ленинградском отделении Союза художников СССР для бойцов Красной Армии был показан коллективный плакат «Новогоднее представление у белофинского волка» (художники  В. А. Гальба, И. М. Ец, В. И. Курдов, Н. Е. Муратов, И. В. Шабанов; поэтические вставки Е. Г. Ружанского). Тогда же появился и узнаваемая эмблема графических листов объединения — палитра и винтовка с карандашом, стилизованным под штык. На следующий день он был выпущен массовым тиражом. Каждый отпечатанный экземпляр оформлялся при участии множества художников и раскрашивался вручную. Многие из них сотрудничали с издательством «Детгиз», где они выпускали стенгазету «Карандаш». От её названия посредством прибавления слова «боевой» стали известны плакаты группы. В период советско-финской войны появилось около 10 выпусков, шесть из них получили нумерацию и были размножены в количестве 200 экземпляров каждый. После окончания войны было принято решение прекратить выпуск материалов. 19 апреля 1940 года Политическое управление Ленинградского военного округа объявило благодарность участникам и вручило грамоты. Наиболее активные из них были также отмечены Ленинградским отделением Союза советских художников.

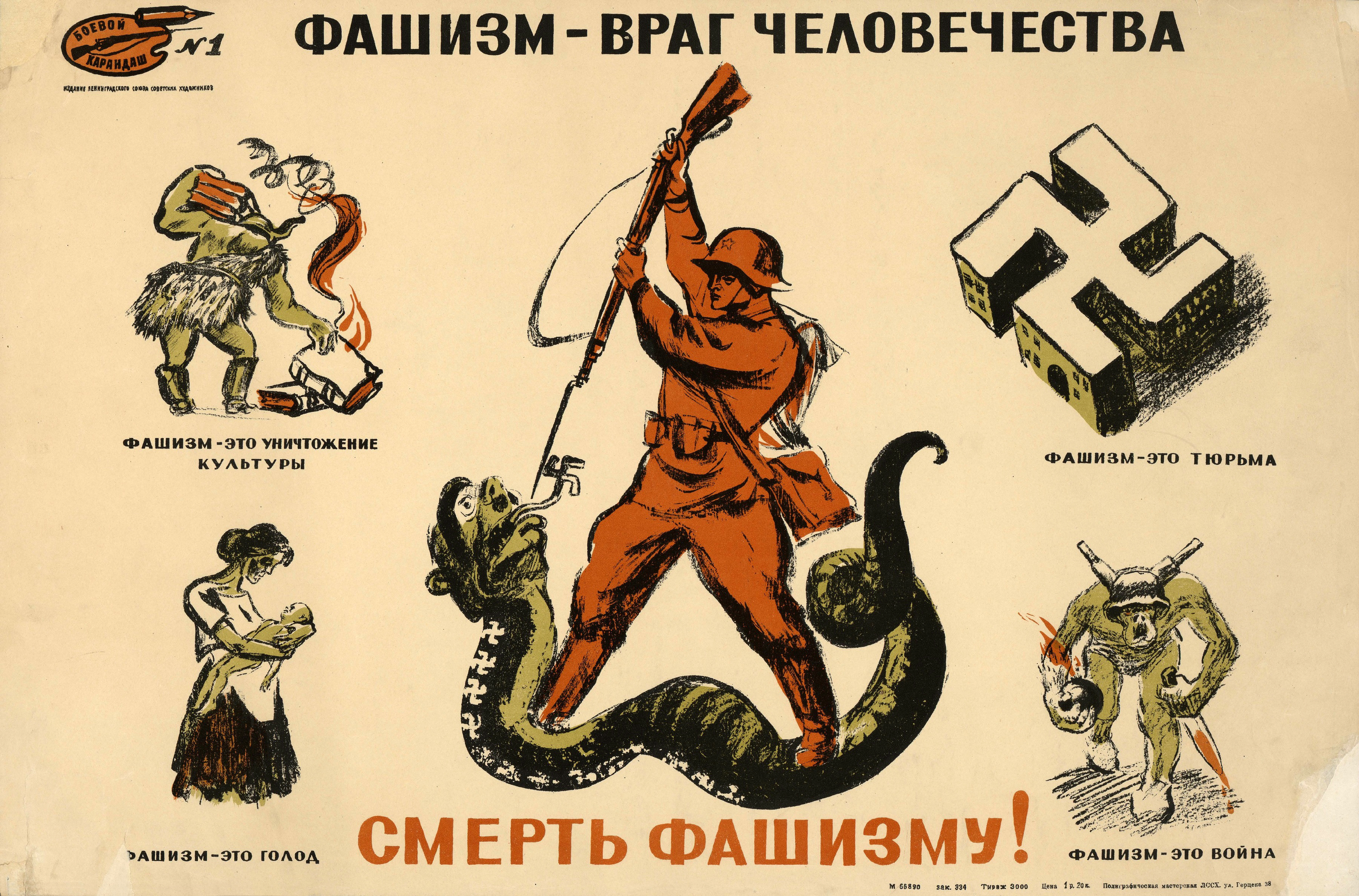
«Боевой карандаш» 1941, №1. «Фашизм — враг человечества! Смерть фашизму!». Художники В. А. Гальба, И. М. Ец, В. И. Курдов, Н. Е. Муратов и Г. Н. Петров

Выпуск плакатов был возобновлён с началом Великой Отечественной войны. 23 июня 1941 года прежние и новые участники собрались в Ленинградском отделении Союза художников. Через несколько дней они выпустили первый номер («Фашизм — враг человечества! Смерть фашизму!») восстановленного «Боевого карандаша». К его созданию были причастны В. А. Гальба, И. М. Ец, В. И. Курдов, Н. Е. Муратов и Г. Н. Петров. Размножение агитационных материалов в технике литографии, в стилистике цветных эстампов, позволяло недорого, быстро и при этом качественно реагировать на злободневные события. В работах содружества художников отчётливо проявились традиции патриотического народного лубка (в частности, времён войны 1812 года), советской революционной агитации, сатирических плакатов «Окон РОСТА».  
На начальном периоде войны графика «Боевого карандаша» выставлялась в публичных местах, помещалась на стены, в магазинах и т. д. Ситуация усложнилась в условиях блокады Ленинграда, когда такие акции стали редкими, в частности из-за обстрелов города. Кроме того, условия помещений для демонстрации (госпитали, блиндажи, бомбоубежища, кубрики кораблей и т. д.) привели к уменьшению размеров агитационных листов. В связи с этим и их текст в период войны был рассчитан для рассмотрения с близкого расстояния. Для «Боевого карандаша» были характерны сочетание плакатного и лубочного стилей, лаконичность и острота текста (обычно стихотворного), кроме героической, патриотической направленности, они могли иметь и игровой характер. Наиболее популярными становились плакаты с острым сатирическим сюжетом, высмеивавшие фашистов, миф о их непобедимости. Печатали плакаты литографским способом, при перебоях в электроснабжении — на том же станке, но уже вручную. В 1941—1945 годах материалы «Боевого карандаша» стали важной частью военно-патриотической пропаганды и приобрели массовую популярность. После их выпуска они направлялись на фронт. Некоторые из «карандашистов» погибли во время блокады города. Над созданием номеров также работали известные ленинградские литераторы. Весной 1942 года участники группы были эвакуированы и направлены в боевые части. Популярность работ ленинградцев была столь велика, что по их примеру образовывались другие пропагандистские художественные коллективы (например, «Балтийский прожектор» Политуправления Балтийского флота). Материалы группы получили общесоюзную известность о чём свидетельствует проведение успешных выставок в Москве и Куйбышеве в 1943  году. 
После завершения войны выпуск плакатов был прекращён. Деятельность членов творческого объединения, многие из которых работали вместе в период войны, возродилась в 1956 году и продолжалась до 1990 года. В работе объединения участвовали графики И. С. Астапов, Н. Быльев, В. А. Гальба, М. А. Гордон, И. Ец, Ж. В. Ефимовский, Н. Кочергин, В. И. Курдов, А. И. Медельский, Н. Е. Муратов, Ю. Петров, И. Холодов, мастера эстампа Г. С. Верейский, Н. А. Тырса, живописцы А. А. Казанцев, А. Кокош, В. Николаев, В. А. Серов (председатель Ленинградского отделения Союза художников во время ВОВ), Б. С. Иванов, М. Б. Мазрухо, Ю. В. Трунёв, Ф. Ф. Нелюбин, Л. Каминский, В. И. Кюннап, Г. В. Ковенчук, В. М. Меньшиков, Д. Г. Обозненко, В. А. Травин и другие, скульптор С. Пелипейко, поэты А. А. Прокофьев, В. М. Саянов, С. Д. Спасский, Б. Тимофеев, Н. С. Тихонов. Редакторами изданий объединения в разные годы были И. С. Астапов, А. М. Муратов и другие.